# دوللي غراي
دوللي غراي (بالإنجليزية: Dolly Gray)‏ هو لاعب كرة قاعدة أمريكي، ولد في 4 ديسمبر 1878 في هوتون في الولايات المتحدة، وتوفي في 4 أبريل 1956 في يوبا سيتي في الولايات المتحدة.

## وصلات خارجية
- دوللي غراي على موقعبيزبول رفرنس.كوم (الدوري الرئيسي) (الإنجليزية)
- دوللي غراي على موقعبيزبول رفرنس.كوم (الدوري الثانوي) (الإنجليزية)